# Hiéville
Hiéville is een plaats en voormalige gemeente in het Franse departement Calvados in de regio Normandië en telt 253 inwoners (1999). De plaats maakt deel uit van het arrondissement Lisieux.

## Geschiedenis
De gemeente maakte deel uit van het kanton Saint-Pierre-sur-Dives tot dit op 22 maart 2015 werd opgeheven en de gemeenten werden opgenomen in het kanton Livarot. Op 1 januari 2017 fuseerde de gemeente met overige gemeenten van het voormalige kanton tot de commune nouvelle Saint-Pierre-en-Auge.

## Geografie
De oppervlakte van Hiéville bedraagt 4,8 km², de bevolkingsdichtheid is 52,7 inwoners per km².
De onderstaande kaart toont de ligging van Hiéville met de belangrijkste infrastructuur en aangrenzende gemeenten.

## Demografie
Onderstaande figuur toont het verloop van het inwonertal (bron: INSEE-tellingen).
Vanwege een beveiligingsprobleem met de MediaWiki Graph-software is het momenteel niet mogelijk deze grafiek weer te geven. Zodra de software is bijgewerkt zal de grafiek vanzelf weer zichtbaar worden.
Lijst van Franse gemeenten · Arrondissement Lisieux · Calvados · Normandië